# Omar al-Bashir
Omar Hassan Ahmad al-Bashir (em árabe: عمر حسن أحمد البشير, pronunciado [ba'ʃiːr]; nascido em 1 de janeiro de 1944) é um militar e político sudanês, que serviu como Presidente do Sudão de 1989 a 2019, sendo também o chefe do Conselho do Comando Revolucionário para a Salvação Nacional.
Ele assumiu o poder em 1989 quando, na patente de brigadeiro do exército sudanês, liderou um golpe de estado que derrubou o governo democraticamente eleito do primeiro-ministro Sadiq al-Mahdi após começar a negociar com os rebeldes do sul. Nas próximas duas décadas e meia, Bashir foi eleito três vezes como Presidente em eleições questionadas sob acusações de fraude. No meio acadêmico, jornalístico e para a comunidade internacional, Omar governava o país como um ditador. Em março de 2009, al-Bashir se tornou o primeiro presidente em exercício a ser indiciado na Corte Penal Internacional, por supostos crimes contra a humanidade (assassinatos em massa, estupros e pilhagens contra civis em Darfur). Ele permaneceu no poder até 2019, quando foi derrubado por um golpe militar.
Sob seu governo, o Sudão se desenvolveu mas a economia teve altos e baixos (puxado para cima pelo petróleo e abalado por sanções e má gestão). Corrupção foi uma marca do seu regime, com ele sendo taxado como um pária internacional, governando uma cleptocracia. Em outubro de 2005, o governo de al-Bashir negociou um fim para a Segunda Guerra Civil Sudanesa, levando a um referendo no sul do país que resultou na secessão do Sudão do Sul. Porém, na região de Darfur, ele supervisionou uma grande campanha militar contra os rebeldes na região, resultando na morte de milhares de pessoas, com algumas fontes estipulando o total de fatalidades entre 200 000 e 400 000 pessoas. Durante sua presidência, ocorreu vários conflitos étnicos entre as milícias Janjawid e grupos rebeldes como o Exército de Libertação do Sudão (ELS) e o Movimento pela Justiça e Igualdade (MJI), que engajavam um conflito de guerrilha entre si e contra as autoridades na região de Darfur. Essa guerra civil causou o deslocamento de mais de 2,5 milhões de pessoas de suas casas, de uma população total de 6,2 milhões em Darfur, criando, além da crise humanitária, uma crise diplomática entre Sudão e Chade. Os rebeldes em Darfur perderam o apoio da Líbia após a morte de Muammar Gaddafi e o colapso do seu regime em 2011.
Em julho de 2008, Luis Moreno Ocampo, o promotor da Corte Penal Internacional, acusou al-Bashir de genocídio e outros crimes de guerra em Darfur. A Corte emitiu um mandado de prisão contra Omar al-Bashir em 4 de março de 2009 por crimes contra a humanidade de guerra, mas desistiu da acusação de genocídio devido a falta de provas. Contudo, em 12 de julho de 2010, foi emitido um segundo mandato, em separado, contendo três acusações de genocídio. O governo sudanês, por sua vez, não reconheceu a autoridade da Corte Internacional e dos mandatos que ela expedia. Os indiciamentos não alegam que Bashir tenha participado pessoalmente nas atividades genocidas; ao invés disso, dizem que ele é "suspeito de ser criminalmente responsável, como um co-autor indireto". Alguns especialistas em política internacional acreditam que o promotor Ocampo não tinha evidências suficientes para corroborar suas acusações. A decisão da Corte foi rejeitada pela União Africana, a Liga Árabe, o Movimento dos Não Alinhados e os governos da Rússia e da China.
Desde dezembro de 2018, al-Bashir enfrentava protestos em larga escala que exigiam sua renúncia. Em 11 de abril de 2019, o status de Bashir como presidente se tornou incerto, com várias fontes afirmando que ele havia sido removido do cargo. Logo em seguida, essa informação foi confirmada pelo comando das Forças Armadas Sudanesas num anúncio na TV estatal.